# NGC 7240
NGC 7240 este o galaxie situată în constelația Șopârla. A fost descoperită în 24 septembrie 1873 de către Édouard Stephan⁠(d). Se află la o distanță de 82,7 de megaparseci de Pământ.